# Число Пуазёйля
Число Пуазёйля (Po) — критерий подобия в гидродинамике, которое  выражает отношение напора к вязкому трению. С точностью до числового коэффициента его можно определить как
{\displaystyle {\text{Po}}={\frac {d^{2}}{\eta v}}\left(-{\frac {dp}{dx}}\right),}
где:
{\displaystyle {\frac {dp}{dx}}} — градиент давления (знак «минус», связан с тем, что жидкость движется в сторону, противоположную направлению градиента);
{\displaystyle d} — диаметр трубы;
{\displaystyle \eta } — динамическая вязкость;
{\displaystyle v} — скорость.
Названо в честь Жан-Луи Пуазёйля.
Иногда вместо числа Пуазёйля используют аналогичное ему число Хагена, связанное с ним соотношением
{\displaystyle {\text{Po}}={\frac {\text{Hg}}{\text{Re}}},}
где Re — число Рейнольдса.